# 非大気依存推進

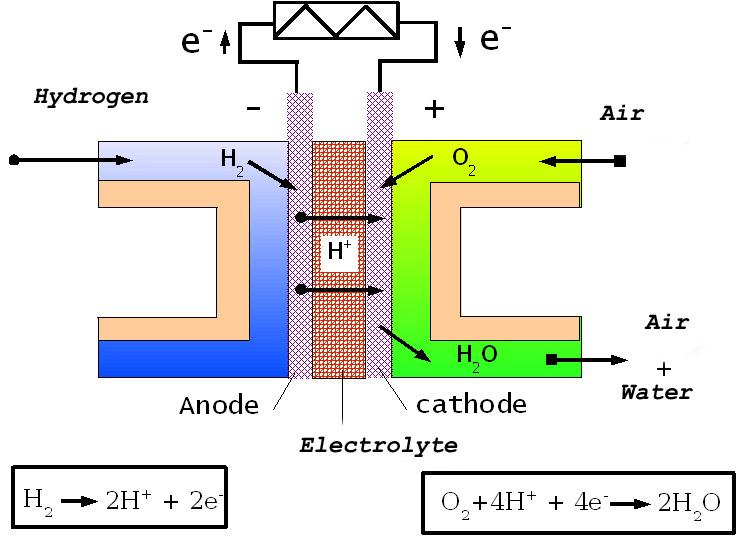
燃料電池の概念図。

非大気依存推進（ひたいきいぞんすいしん、英: Air-Independent Propulsion, AIP）は、内燃機関（ディーゼル機関）の作動に必要な大気中の酸素を取り込むために浮上もしくはシュノーケル航走をせずに潜水艦を潜航させることを可能にする技術の総称。ただし、通常は原子力潜水艦で利用される核動力を含まず、非核動力艦のディーゼル・エレクトリック機関を補助・補完する技術を指す。

## 概要
AIPは通常、補助動力として用いられる。多くのAIPシステムは、電動推進器を駆動したり、潜水艦の蓄電池を充電するための発電を行う。潜水艦の電気系はいわゆる「ホテル・サーヴィス」（hotel services、すなわち換気・空気浄化・照明・空調など艦内居住環境の維持）のためにも用いられるが、推進に用いられるものに比べればわずかな量である。
AIP機関は、既存の潜水艦であっても充分なサイズさえあれば、船殻に追加の区画を挿入することによって、能力向上策として導入することができる。AIPは通常、大気依存型推進を代替するほどの航続力や出力をもたない。しかし、在来型の潜水艦よりも長期にわたる連続潜航を可能にする。とはいえ、典型的な在来型の動力機関は、最大で3MWの出力を持ち、核動力であれば20MWを超えるものすらあるが、AIPではよくてもその10分の1程度、通常は数百kW程度の出力にとどまる。

## 歴史
古くは1867年にスペインのナルシス・ムントリオルが亜鉛、二酸化マンガン、塩素酸カリウムの化合熱でレシプロ式蒸気機関を動かし、潜水艇イクティネオIIをテスト航行させることに成功している。また、帝政ロシアでは先進的なAIP式潜水艦の研究が行われていたが、第一次大戦と革命の混乱の中で研究は途絶してしまった。
第二次世界大戦中、ドイツはヘルムート・ヴァルター博士の指導下で、潜航中の潜水艦の酸素源として過酸化水素を用いる研究を行っていた。ここから転じて、過酸化水素から得られる酸素によって内燃機関を作動させ、潜水艦の水中動力とするアイディアが案出された。これは後に開発者の名にちなんでヴァルター機関と呼ばれるようになる、AIPのはしりというべきものであった。ヴァルター機関は、過酸化水素を過マンガン酸カリウム触媒で分解して得られた酸素を含む水蒸気によってディーゼル燃料を燃焼させて加熱した蒸気を用いる閉サイクル蒸気タービン機関である。
ヴァルター機関を用いた潜水艦も数隻ながら建造された。その中の1隻、XVIIB型U1407は、戦後になってからサルベージされ、イギリス海軍でHMS メテオライトとして再就役した。イギリス海軍は、潜水艦の水中での動力源として、核動力機関ではなくヴァルター機関の開発に注力し、1950年代後半に2隻のエクスプローラー級潜水艦を新規建造した。同じくXVIIB型を接収したアメリカ海軍も、ヴァルター機関を搭載した実験的な潜水艇X-1を建造した。
イギリスと同様、旧ソ連海軍もAIPに関心を抱き、液体酸素による閉サイクル・ディーゼル方式を用いた沿岸哨戒用の小型潜水艦615型（Project 615、NATOコードネーム：ケベック級）を就役させた。その後、ドイツから接収したXXVI計画の資料を元にヴァルター機関を搭載したS-99（617号計画）を建造、就役させたが酸化剤である過酸化水素に起因する事故を起こした。
しかしながら、いずれの海軍においても、この時期のAIP開発はそれ以上の発展や採用を見ることはなかった。ヴァルター機関の燃料である過酸化水素は腐食性があることに加え、爆発性の物質であるために、しばしば事故に悩まされた。また、液体酸素を採用したソ連海軍でもやはり爆発や火災などの事故にたびたび見舞われた。アメリカ海軍が潜水艦への搭載が可能な小型原子炉の実用化に成功すると、イギリス、ソ連いずれの海軍も同じ道を選択し、AIP機関の開発を断念した。
しかし、原子力潜水艦を実現するための諸々の障壁は低いものではなく、政治・軍事・地理等々の制約から原子力潜水艦が不適な国々が存在する。そうした国々では、通常型潜水艦の更なる能力向上策として一定の要求があったことから、いくつかの国々では研究が続けられ、1980年代前半頃から徐々に実用性のある方式が実現されるようになってきた。逆に原子力潜水艦の登場により超大国ではおおむね通常動力艦の新規導入が無くなったため、建造はもとよりAIPの研究もそれらの国では停滞している。

## AIPの諸類型
以下に、上述のヴァルター機関以外のAIP方式で、技術的可能性が検討された、もしくは実用化段階に達したAIPの類型を示す。どの方式であれ、一長一短があり、運用国の運用構想と要求によって適否が存するため、一義に優劣を定めることはできない。

### 閉サイクル・ディーゼル
閉サイクル・ディーゼル (CCDE: Closed Cycle Diesel Engines)（全てを音訳しクローズド・サイクル・ディーゼルと呼ばれる場合もある）は、水上航走時には在来方式と同様に大気中の酸素を吸入し、潜航時には酸化剤（通常は液体酸素を用いる）から供給される酸素でディーゼル・エンジンを駆動させる方式である。純粋酸素による燃焼でエンジンが焼灼されることによる過度の消耗を防ぐため、吸気の酸素分圧を意図的に低減させる工夫が必要であり、吸気に何らかの不活性ガスを混入させて自然大気と同等の分圧とする必要がある。また、内燃機関であるため、作動時の振動、騒音により、ソナーにより捕捉され易いという短所もある。
この方式の場合、排気ガスはそのほとんどが不活性ガス、二酸化炭素、水蒸気から構成される高温の気体である。これを冷却して水蒸気を凝縮させた後、二酸化炭素を海水など艦外から取り入れた水に溶かし込むことにより、排気ガスのうち艦外に排出しなければならない成分のほぼ全量を液体化する事ができる。なお、不活性ガスは回収して再利用に回される。大量の排気ガスを気体として海中に排出する必要がないので、気泡の発生により存在を探知される心配がなく、艦の気密・水密の確保も容易となる。
2006年現在、この方式の開発を進めているのはドイツのノルトゼーヴェルケ社とオランダのロッテルダムドライドック社である。このうち前者は、イギリスのカートン深海システムズ社 (Carton deep sea systems) の特許を用いている。この方式では、潜航中の閉サイクル動作はアルゴンを混入して開始させ、作動開始後には二酸化炭素を除去した排気を吸気に混合することで酸素分圧を調整している。いずれにせよ、除去した二酸化炭素を海水中に溶解させて排出しているため、厳密な意味での閉サイクル動作ではない。
TNSW社は1987年から1989年にかけて出力150kWのプラントによる陸上試験を実施し、さらに1993年には250kWのエンジンを205型潜水艦 U-1に搭載して潜航試験を実施、バルト海において速力5ktで1,800海里（約9 km/hで3,334 km）の成果を得ている。
なお、上述したソ連海軍の615型潜水艦が用いていたのは本質的にはこの方式である。615型は1953年から1962年までの間に31隻が就役している。615型には3基のディーゼルエンジンが搭載されており、2基は在来型の外気吸入で、残る1基は閉サイクル動作でそれぞれ作動した。しかし、酸化剤として液体酸素を用いる設計は極めて安全性に乏しく、M-256が酸化剤の爆発とそれに伴う火災により失われているほか、沈没に至らないにせよ多くの事故を経験し、1970年代はじめまでに全艦が除籍・解体されている。
日本でも1950年代中盤より非大気依存推進システムの開発の一環として技術研究本部と川崎重工が液体酸素を用いた閉サイクル・ディーゼルの研究を行っていたが、当時の技術水準では現在のようなコンピュータを使用した電子制御が困難で経費と期間を要することから研究は中止された。その後、自律型無人潜水機の動力として1990年代に開発され、R-oneに搭載された。

### 閉サイクル蒸気タービン
閉サイクル蒸気タービン (Closed cycle steam turbines) とは、液体酸素を酸素供給源として燃料を燃焼させた熱を利用する蒸気タービン機関である。現存の諸方式のうち、ヴァルター機関の原理にもっとも近いのがこの方式である。
フランスのDCNS社が開発したMESMA（水中自律エネルギー・モジュール、Module d'Energie Sous-Marine Autonome）がその実用例である。MESMAでは、液体酸素を気化して得られた酸素とエタノールの混合気体を燃焼させて得た700℃の燃焼ガスを用いて、蒸気発生装置で500℃の水蒸気を発生させ、この水蒸気で蒸気タービンを駆動して発電を行う。
DCNS社は1988年に出力400kWの実験プラントを製作し、試験を実施した。その結果を受けて、1996年からはプロトタイプの開発が認可され、1998年には実用段階に到達したことが確認されている。
日本では海上自衛隊と技術研究本部において、昭和29年度から31年度にかけて、新三菱重工と共同で軽量小型高圧燃焼ボイラー・タービン（KRT）の開発が行われた。これは液体酸素と燃料を小型のボイラーで高圧燃焼させ、蒸気タービンを駆動する方式であった。酸素の取り扱いと起動時間の問題により研究は中止された。

### スターリング機関
スターリング機関 (Stirling cycle engines) とは、シリンダー内の気体を外部から加熱・冷却し、仕事を得る外燃機関である。理論熱効率は高いが、現在の実装技術では体積あたり出力が低いため、大出力を得ようとすると機関が大型化する欠点がある。
スウェーデンの造船会社コックムスが1960年代に研究に着手し、1983年からプロトタイプ試験を開始したものがよく知られている。同社の方式では、液体酸素を気化して得られた酸素と燃料（ケロシン）の燃焼熱（約800℃）をシリンダー内のヘリウムガスに伝え、このガスの膨張と海水冷却による圧縮の繰り返しによってピストンを動かす。コックムス社は1988年から、スウェーデン海軍のネッケン級潜水艦1番艦ネッケンで前量産型の4V-275R Mk.Iモデルの実用試験を実施し、5ktで14日間の連続潜航に成功した。その成果にもとづいて建造された実用艦級が1992年に量産型のMk.IIモデルを搭載して就役したゴトランド級潜水艦である。ゴトランド級に搭載されたMk.2 V4-275R型機関は75kWの出力を発揮する。
日本でも技術研究本部で同社より技術導入して平成3年度から9年度にかけての技術研究を行った。同級搭載機と同じMk.IIモデルを輸入し、独自試作の液体酸素タンクなどと組み合わせたうえで、「係留区画」と呼ばれる部分船殻模型に設置し、地上試験運転を行った。平成11年度より、スターリング機関発電システム2組（それぞれに4V-275R Mk.II×2基）および液体酸素タンク2基を備えた増設区画を試作して、平成12年度から13年度にかけて、練習潜水艦「あさしお」を改装し実用試験を実施した。性能確認試験は平成13年度中に終了し、翌平成14年度から本格的な実証試験が実施された。その成果を踏まえ平成16年（2004年）度計画において海上自衛隊がスターリング機関を採用した日本初の実用潜水艦そうりゅうを建造した。

### 燃料電池
燃料電池 (fuel cell) は、水素と酸素などによる電気化学反応によって電力を得る装置であり、カルノー効率に依存する熱機関の介在がないため高い発電効率を期待できる。燃料電池は、原理的にほぼ無振動・無排気で、副産物が水のみといった長所があるものの、小さい艦内容積の中で水素と酸素を安定した状態で安全に搭載するという技術的難関を何らかのかたちで解決しなければならない。水素の貯蔵方法としては極低温の液体水素とする方法や水素吸蔵合金に貯蔵する方法、メタノール等の液体燃料から改質して得る方法などがあるが、液体水素の場合は極低温の維持が必要なうえに狭い潜水艦内で万一漏洩すれば致命的であること、水素吸蔵合金は重量が嵩む割に貯蔵できる水素が少ないうえに水素の吸蔵・放出に伴う体積変化により脆化して吸蔵率が低下すること、液体燃料の改質では発生する排気ガスへの対処が必要となることなど、それぞれ課題が存在する。

#### ドイツ
この方式ではドイツのHDW社が推進するものがよく知られている。HDW社はシーメンス社が開発したPEM（Polymer Electrolyte Membrane、高分子電解質膜）を用いる燃料電池を使用する。このPEM燃料電池では、液体酸素から得られた酸素と水素吸蔵合金に貯蔵された水素との反応で電力を得る。
HDW社は1980年から1986年にかけて陸上試験を実施し、1988年から1989年にかけて205型潜水艦U-1で実用試験を行った。その結果、充分な実用性を備えることが確認されたため、ドイツ海軍は在来型ディーゼル・エレクトリック推進とのハイブリッド潜水艦の建造を決定した。これが212A型潜水艦である。212型には、出力34kWのモジュール9基を使用し、最大で300kWの出力を得ることができる。在来型の電池との併用により、速力8kt以下で14日間の連続潜航が可能であるとされている。

#### カナダ

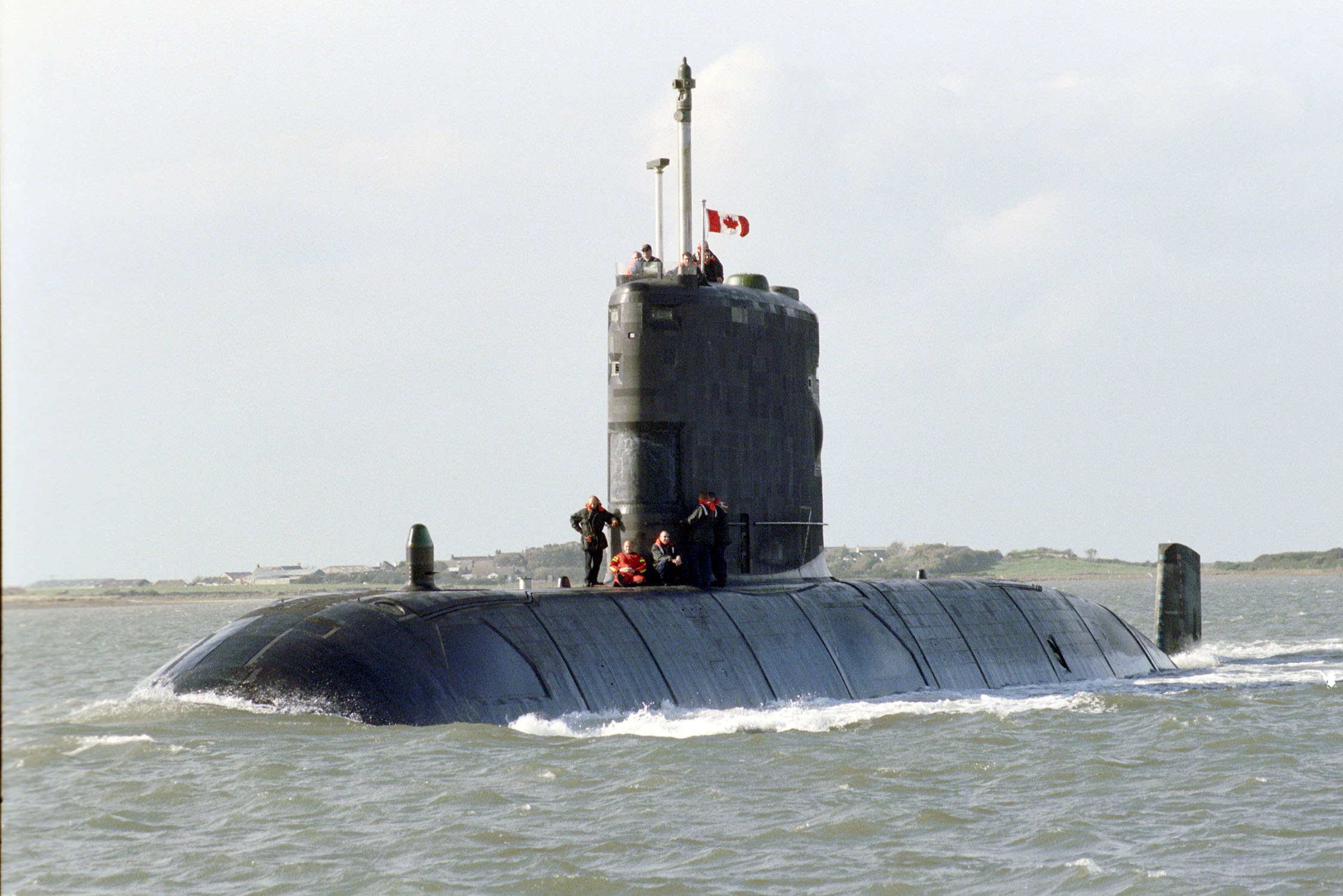
ヴィクトリア級潜水艦HMCS ウインザー (SSK877)。

カナダ海軍には、イギリス海軍から購入したアップホルダー級潜水艦をAIP化する計画があり、バンクーバーのバラード・パワー・システムズ社が開発したPEM電池を利用する。バラード社の方式では、酸素の供給源は大気でも液体酸素でも任意に選択可能であるほか、水素もメタノールを改質器で改質して得るなど、シーメンス社の方式とはやや異なる。この方式では高価な水素吸蔵合金を用いなくてもよい代わりに、メタノールの改質の際に発生する排気ガスの処理が必要となる。

#### ロシア
ロシア海軍では「クリスタール27E」を開発しており、ラーダ型潜水艦及び輸出型のアムール型潜水艦に搭載できるとしていた。また、カリーナ型潜水艦向けにシーメンス社とほぼ同じ方式ながら、水素はディーゼル改質器を用いて発生させる方式のAIP機関を開発している。

#### 日本
技術研究本部では、昭和37年度より燃料電池の研究を開始した。当初はナトリウムアマルガム燃料電池が検討されていたが、水銀の質量が過大であったため、昭和42年度より酸素-水素型に転換した。昭和49年度までに試作・試験を行い、多孔性ニッケル・カーボン二重層電極、8セル構成で出力9キロワット、電圧6ボルト、容量1,500アンペアの燃料電池を開発した。これらの成果を踏まえて、昭和51年度計画潜水艦（51SS）への燃料電池の搭載も検討されたが、液体酸素の取り扱いに関する用兵側の不安を払拭できなかったこともあり、断念された。防衛省は、スターリング機関の後継の2020年代の次世代潜水艦用AIPシステムとして、2006年度から2010年度まで「次世代潜水艦AIPシステムの研究」の名目で燃料電池システムを研究したが、予測より水素吸蔵合金の技術的進展が遅滞し調達コストが高価になる見込みとなったため、事後の政策評価において、開発移行については技術進展を踏まえつつ十分な検討が必要であると結論付けられ、実質的に実用化が見送られた状態である。

### 小型核動力プラント
上述の諸方式とは異質ながら、AIPとして技術的な検討がなされているのが、小型核動力プラントである。これは本質的にはモジュール化された小型の原子炉である。ただし原子炉としては小型でも、動力プラント、それもあくまでも補助動力としてみるとかなり大型である。
小型核動力プラントは、原子力推進と通常動力の2本立てで潜水艦を建造していたソ連において、通常動力潜水艦の能力向上策として考案され、1960年代に開発がスタートし、1971年に沸騰水型原子炉と発電機で構成されるVAU-6プラントが完成した。1985年、651型巡航ミサイル潜水艦B-68を改造してVAU-6が搭載され、翌1986年から1990年まで海上テストが行なわれた。
西側では、フランスにおいて冷却系に自然循環方式を用いる小型原子炉が提案されており、航行中のメンテナンスはほぼ不要で、1～3MWの出力を得られるものが検討されている。だが、提案のみで実際には製造されておらず、上述のソ連潜水艦B-68が、唯一の小型核動力プラント方式AIP搭載潜水艦である。

## 展望と限界
AIPは機関の体積に比して機関出力が極めて低く、原子力機関のように（人的制約を別として）実質的に無制限の水中航続力を実現することは依然として不可能である。現在のAIP技術では、機関出力の上限は300[kW] - 400[kW]前後となっており、2 - 8 kt（約4 - 15 km/h）の低速航行が限界で、在来型の蓄電池推進にも及ばない。従って補助動力機関として利用されている。
また、燃料のほかに酸素を搭載しなければならないが、液体酸素は沸点が低い（マイナス183℃）ために取り扱いが難しい。燃料電池方式では、さらに水素をも貯蔵しなければならないが、ジーメンス社の水素吸蔵合金は高価かつ重量がかさむ点で、バラード社のメタノール改質方式は250から300℃の高温を必要とすると言う点で、それぞれコストの上昇が避けられない。酸素・水素のいずれであれ、気体の液化貯蔵には極低温が必要であり、腐食性や可燃性といった危険性が伴う。いずれも艦内火災に極めて脆弱な潜水艦においては、大きな難点となる。
ジーメンス方式の燃料電池以外のAIP技術では、いずれも発生した廃棄物を船外に排出しなければならない。高温のガスであるこれらの廃棄物は、赤外線源となって、潜水艦の最大の武器であるステルス性を損ねる。多くの場合、高温の排気ガスは艦外排出時には冷却と液体化が施されるが、それでもその排出時の温度は艦外水温と比較して高温となり、大幅に低減されるもののステルス性の障害である事は変わらない。また、排気ガスに、海水圧に抗し得るだけの充分な圧力がない場合には、加圧が必要となるため、潜入深度と加圧排気ポンプによる騒音発生との間でのトレードオフが生じる。
AIP技術に期待されているのはより限定的な課題、すなわち、長期間（3～4週間）にわたる連続潜航・哨戒を可能にすることである。哨戒海域との往還にはシュノーケル吸排気の在来型ディーゼルを用い、作戦中の低速哨戒にはAIPを、戦闘時の高速発揮には蓄電池をと使い分けて利用される技術であり、ディーゼル機関を補完する位置づけにある。限界はあるにせよ、現在のように数日程度に過ぎない通常動力潜水艦の連続潜航時間を大幅に延長できるAIPには大きな魅力があり、安全性や出力、エネルギー効率の向上に意が注がれている。
また、近年では鉛蓄電池の代わりに高出力大容量化したリチウムイオン電池を採用する事で、AIPに頼らずとも連続潜航時間を大幅に延長できる事が期待されており、そうりゅう型潜水艦の11番艦おうりゅう以降ではスターリングエンジンを廃して、その分もカバーできるようリチウムイオン電池を搭載する手法が検討されている。高コストではあるが、スターリングエンジンよりもリチウムイオン電池のほうが出力が大きいことから、AIPのように低速で長時間潜航を行えるのと同時に、在来潜・AIP潜では想像もできなかったような高速での水中連続航行をも可能とすると期待されている。その後、水中持続力等向上のため、スターリングエンジンと鉛蓄電池を廃した上でリチウムイオン電池を搭載する方式に決定された。

## AIP潜水艦の建造国と型式

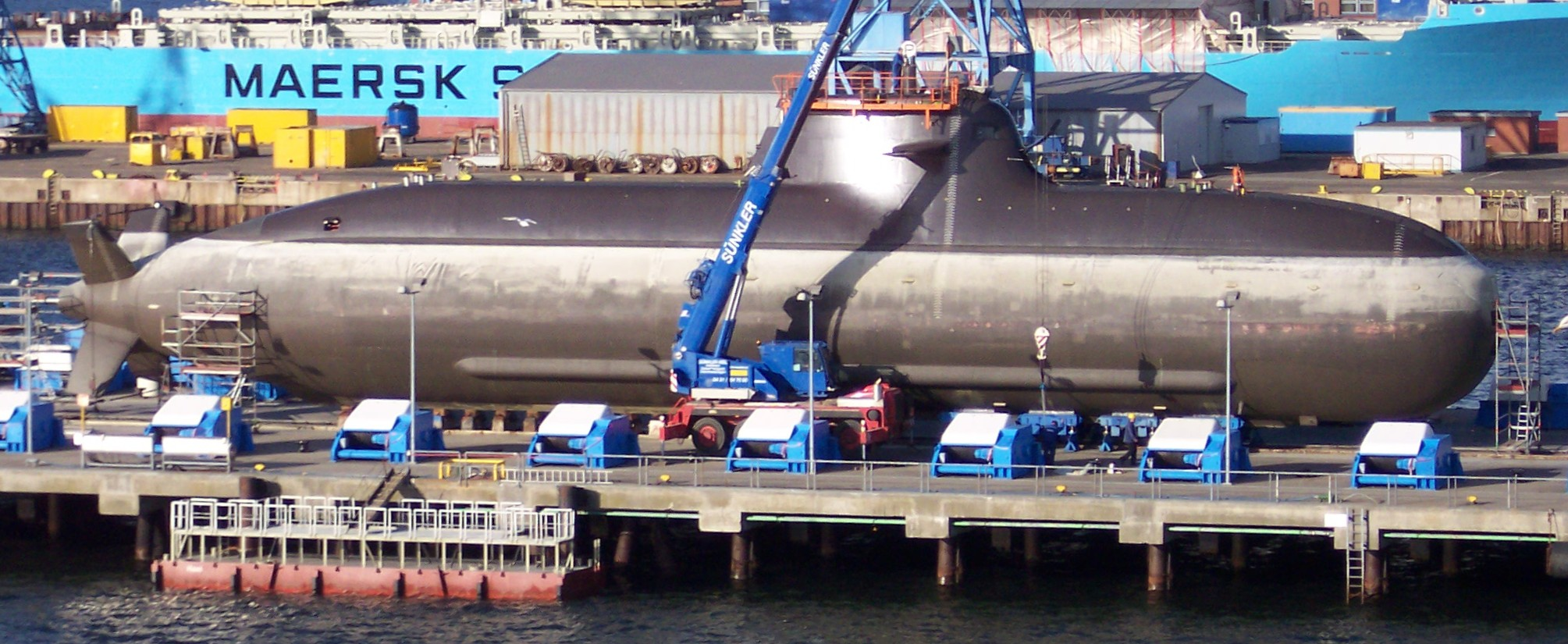
HDW社・キール造船所の船台上で建造中の212A型潜水艦。

2024年時点での非核AIP潜水艦の新規建造実績（建造決定含む）は以下のとおり。建造国およびAIP方式を示す。
- 212A型潜水艦 - ドイツ、ジーメンス方式PEM燃料電池。ドイツ海軍、イタリア海軍採用。
- 209改型潜水艦 - ドイツ、ジーメンス方式PEM燃料電池。輸出市場向けの209型の改型。ギリシャ海軍が既保有艦の改装を発注。
- 214型潜水艦 - 韓国海軍、トルコ海軍、ギリシャ海軍採用。燃料電池。
- ラーダ型潜水艦 - ロシア海軍、燃料電池。
- 島山安昌浩級潜水艦 - 韓国海軍、燃料電池。
- ネッケン級潜水艦 - スウェーデン、1番艦ネッケン（英語版）を改造してAIPの試験を行った。後にデンマーク海軍に貸与され、2001年から4年間の試用の後、購入または返却を決定することになっていたが、2004年10月27日にはやくも返却が決定された。
- ゴトランド級潜水艦 - スウェーデン、スターリング機関。
- セーデルマンランド級潜水艦 - スウェーデン、ヴェステルイェトランド級潜水艦を改造した。スターリング機関。
- そうりゅう型潜水艦 - 日本。1番艦から10番艦しょうりゅうまでコックムス社製スターリング機関をライセンス生産し搭載。外部リンク参照。
- 元級潜水艦 - 中国人民解放軍海軍。スターリング機関方式AIPを搭載。
- アゴスタ90B級潜水艦 - フランス、MESMA。パキスタン向け輸出用。
- スコルペヌ型潜水艦 - フランス・スペイン共同、MESMA方式AIP追加が提案されている。
- たいげい型潜水艦 - 日本。そうりゅう型の11番艦である27SS「おうりゅう」より引き続きリチウムイオン蓄電池を導入している。
- S-80型潜水艦 - スペイン海軍。蒸気利用方式電池。

受注・建造実績を伴わない（提案・開発中含む）ものは以下の通り。
- 636型（キロ級）の後日改装 - 提案されているが現時点で受注例は確認されていない。
- ヴァイキング級潜水艦 - ノルウェー、デンマーク、スウェーデンの共同開発潜水艦（スターリング機関搭載を予定）。しかしながら、ノルウェー、デンマーク両国が2004年6月までに財政難のために開発計画から脱退したため、先行きは不透明でその後中止された。
- A26型潜水艦 - スウェーデン、次期潜水艦として開発中。
- S1000型潜水艦 - イタリアのフィンカンティエリとロシアのルビーン海洋工学中央設計局が共同でアムール型潜水艦を基に開発を進めていた。
- カリーナ型潜水艦 - ロシア、次期潜水艦として開発中。